# Deliverance Island
Deliverance Island är en ö i Australien. Den ligger i delstaten Queensland, omkring 2 300 kilometer nordväst om delstatshuvudstaden Brisbane. Arean är 0,52 kvadratkilometer. Den sträcker sig 1,2 kilometer i nord-sydlig riktning, och 0,7 kilometer i öst-västlig riktning.
Tropiskt monsunklimat råder i trakten. Genomsnittlig årsnederbörd är 2 089 millimeter. Den regnigaste månaden är januari, med i genomsnitt 446 mm nederbörd, och den torraste är september, med 31 mm nederbörd.